# Démoret
Démoret ist eine politische Gemeinde im Distrikt Jura-Nord vaudois des Kantons Waadt in der Schweiz.

## Geographie

Luftbild (1964)

Démoret liegt auf 733 m ü. M., 10 km ostsüdöstlich der Bezirkshauptstadt Yverdon-les-Bains (Luftlinie). Das Haufendorf erstreckt sich auf einer leicht nach Nordosten geneigten Hochfläche im Molassehügelland des nördlichen Waadtländer Mittellandes.
Die Fläche des 4,2 km² grossen Gemeindegebiets umfasst einen Abschnitt des Hügellandes zwischen dem Neuenburgersee und dem Broyetal. Der zentrale Teil des Gebietes wird von der leicht gewellten Hochfläche von Démoret (Le Mont, bis 751 m ü. M.) eingenommen, die sich nach Nordosten zum Quellgebiet des Ruisseau des Vaux (rechter Zufluss der Mentue) abdacht. Nach Südwesten erstreckt sich der Gemeindeboden bis zum Quellgebiet des Flonzel, eines Seitenbachs des Ruisseau des Vaux, und erreicht im Wald Bois de Chanéaz mit 765 m ü. M. den höchsten Punkt der Gemeinde. Von der Gemeindefläche entfielen 1997 5 % auf Siedlungen, 16 % auf Wald und Gehölze und 79 % auf Landwirtschaft.
Zu Démoret gehören einige Einzelhöfe. Die Nachbargemeinden von Démoret sind im Kanton Waadt Montanaire im Südsüdwesten, Donneloye im Südwesten, Molondin im Westen und Nordwesten, Chêne-Pâquier im Nordosten und Champtauroz im Osten sowie die Exklave Estavayer des Kantons Freiburg im Südosten.

## Bevölkerung
Mit 160 Einwohnern (Stand 31. Dezember 2023) gehört Démoret zu den kleinsten Gemeinden des Kantons Waadt. Von den Bewohnern sind 97,0 % französischsprachig, 1,5 % deutschsprachig und 1,5 % portugiesischsprachig (Stand 2000). Die Bevölkerungszahl von Démoret belief sich 1850 auf 259 Einwohner, 1900 auf 213 Einwohner. Danach wurde aufgrund starker Abwanderung bis 1980 eine Abnahme um mehr als 50 % auf 103 Einwohner verzeichnet; seither wurde wieder eine leichte Bevölkerungszunahme registriert.

## Wirtschaft
Démoret lebt noch heute hauptsächlich von der Landwirtschaft, insbesondere vom Ackerbau und von der Viehzucht. Ausserhalb des primären Sektors sind nur wenige Arbeitsplätze im lokalen Kleingewerbe und im Dienstleistungssektor vorhanden. Einige Erwerbstätige sind auch Wegpendler, die vor allem in Yverdon arbeiten.

## Verkehr
Die Gemeinde liegt abseits der grösseren Durchgangsstrassen an einer Verbindungsstrasse von Prahins nach Combremont-le-Grand. Démoret wird zu gewissen Tageszeiten von der Autobuslinie bedient, die von Yverdon nach Thierrens verkehrt.

## Geschichte
Auf dem Gemeindegebiet wurden Siedlungsspuren der Helvetier, Münzen und Mauerreste aus der Römerzeit und Gräberfelder aus dem Frühmittelalter gefunden. Die erste urkundliche Erwähnung des Ortes erfolgte 1154 unter dem Namen Donmores. Später erschienen die Bezeichnungen Demores (1217), Dummores (1228) und erstmals Demoret (1453). Der Ortsname geht auf den Mönch Dom Moret (Saint-Maurice) zurück.
Seit dem Mittelalter unterstand die Herrschaft Démoret den Herren von Portalban. 1369 kam der eine Teil der Herrschaft Démoret an die Herren von Vuissens, der andere Teil an ein Adelsgeschlecht in Moudon. Später gab es zahlreiche weitere Besitzerwechsel. Mit der Eroberung der Waadt durch Bern im Jahr 1536 gelangte Démoret unter die Verwaltung der Vogtei Moudon und bildete fortan den Sitz eines Meiergerichts. Nach dem Zusammenbruch des Ancien Régime gehörte das Dorf von 1798 bis 1803 während der Helvetik zum Kanton Léman, der anschliessend mit der Inkraftsetzung der Mediationsverfassung im Kanton Waadt aufging. 1798 wurde es dem Bezirk Yverdon zugeteilt.

## Sehenswürdigkeiten
Die reformierte Pfarrkirche Saint-Maurice, 1228 erstmals genannt, steht auf den Fundamenten eines Vorgängerbaus aus dem 7. und 8. Jahrhundert. In der Kirche sind romanische und gotische Stilelemente vereinigt. Der Rechteckchor stammt aus dem 13. Jahrhundert, während das Kirchenschiff erst in der späteren Epoche im Lauf des 15. Jahrhunderts errichtet wurde.
Seit 1675 unterstand die Herrschaft Démoret der Familie Doxat, welche zwei Schlösser im Dorf besass. Das Château d'En-bas mit einem viereckigen Turm geht im Kern auf das 16. Jahrhundert zurück, wurde später aber mehrfach umgebaut und erweitert. Das Château-d’En-haut, das 1823 wiederhergerichtet wurde, gehört zu den wenigen Fachwerkhäusern des Kantons Waadt. In Démoret sind einige charakteristische Bauernhäuser aus dem 17. bis 19. Jahrhundert erhalten.